# Naturwissenschaftlicher und Historischer Verein für das Land Lippe
Der Naturwissenschaftliche und Historische Verein für das Land Lippe, kurz NHV, sieht seine Aufgabe in der Pflege der Naturwissenschaften, der Ur- und Frühgeschichte, der Geschichte und Landeskunde sowie der Volkskunde und Kunstgeschichte der lippischen Region (→siehe auch: Naturforschende Gesellschaft).

## Vereinsgeschichte
Der „Naturwissenschaftliche Verein für das Fürstentum Lippe“ wurde 1835 in Detmold gemeinsam gegründet. Erster Vorsitzender war Hofrat Karl Piderit, Mitbegründer war Heinrich Schierenberg. Wenige Monate später zählte der Verein bereits über 100 Mitglieder. Seine Hauptaufgabe bildete zunächst die Gründung und Unterhaltung einer Naturaliensammlung für das Fürstentum Lippe, die im neu gegründeten Naturkundemuseum aufgebaut wurde. In den Anfangsjahren des Vereins war Carl Weerth, der Bruder von Georg Weerth, die treibende Kraft. Er war auch Kurator der Sammlung, als zwischen 1860 und 1870 das Museum besondere Akzente in internationalen Museumsgemeinschaft setzte, indem es Großsäugetiere in natürlicher Bewegung in naturnaher Umgebung als Dioramen-Präsentationen ausstellte. 1892 konnte unter dem Vorsitzendem Otto Weerth ein staatlich subventioniertes Museum für Altertumskunde, Kunst und Kunstgeschichte angegliedert werden. Damit war der Grundstock für das heutige Lippisches Landesmuseum geschaffen, dessen Verwaltung der Verein 1919 dem Freistaat Lippe übertrug.
Seit 1902 widmet der Verein sich verstärkt der Erforschung der lippischen Geschichte, Vorgeschichte und der Volks- und Landeskunde. Ab 1946 nennt er sich daher „Naturwissenschaftlicher und Historischer Verein für das Land Lippe e. V.“. Gegenwärtig gehören ihm rund 700 Mitglieder an.

## Aktivitäten
Haupttätigkeitsfelder des Vereins sind:
- Wissenschaftliche Vortragsveranstaltungen
- Führungen, Exkursionen und Studienfahrten
- Publikationen in den oben genannten wissenschaftlichen Reihen
- Ausstellungen
- Unterhaltung einer Vereinsbibliothek in der Abteilung Ostwestfalen-Lippe des Landesarchivs Nordrhein-Westfalen in Detmold
- Verleihung des Otto-Weerth-Preis an junge Nachwuchswissenschaftler.

## Organisation
Die derzeit rund 700 Mitglieder sind in vier örtlichen Vereinsgruppen in Detmold, Bad Salzuflen, Lage und Lemgo sowie in einem überregionalen genealogischen Arbeitskreis zusammengefasst. Die Vereinsgruppen erstellen eigenständige Veranstaltungsprogramme. Der NHV arbeitet in der Biologischen Station Lippe e. V. mit und ist u. a. Mitglied im Gesamtverein der Deutschen Geschichts- und Altertumsvereine und im Dachverband der Naturwissenschaftlichen Vereinigungen Deutschlands.

## Publikationen
Die gewonnenen Erkenntnisse werden in Vortragsveranstaltungen zur Diskussion gestellt oder im wissenschaftlichen Jahrbuch Lippische Mitteilungen aus Geschichte und Landeskunde (seit 2009 im Verlag für Regionalgeschichte), in der Reihe der Sonderveröffentlichungen sowie in den gemeinsam mit dem Lippischen Heimatbund herausgegebenen Lippischen Geschichtsquellen publiziert.

## Mitglieder (Auswahl)
- Heide Barmeyer (* 1940), Historikerin
- Otto Gaul (1903–1975), Kunsthistoriker
- Leberecht Hoffmann (1863–1928), Unternehmer und Politiker
- Ludwig Hölzermann (1830–1870), Soldat, Militärhistoriker und Numismatiker
- Erich Kittel (1902–1974), Archivar und Direktor des Staatsarchives Detmold
- Harald Lönnecker (1963–2022), Historiker, Archivar und Jurist
- Karl Piderit (1797–1876), Mediziner und Gründer des Landeskrankenhauses in Detmold
- Jutta Prieur-Pohl, Historikerin und Archivarin, Leiterin des Staats- und Personenstandsarchivs Detmold
- Heinrich Schierenberg (1800–1851), Politiker und Mitglied der Frankfurter Nationalversammlung
- Heinrich Schwanold (1867–1932), Lehrer und Heimatforscher
- Rainer Springhorn (* 1948), Geologe, Paläontologe und Museumsdirektor
- Oskar Suffert (1892–1974), Philologe, Museumsdirektor und Naturschutzbeauftragter
- Carl Weerth (1812–1889), Gymnasialprofessor
- Otto Weerth (1849–1930), Gymnasialprofessor
- Eduard Wiegand (1893–1979), Bibliothekar und Archivar